# Uudenkaupungin Sanomat
Uudenkaupungin Sanomat är en finländsk dagstidning som utges i Nystad.
Tidningen, som grundades 1890, är en tredagarstidning som 2003 hade en upplaga på 7 200 exemplar.